# David Dudley Field

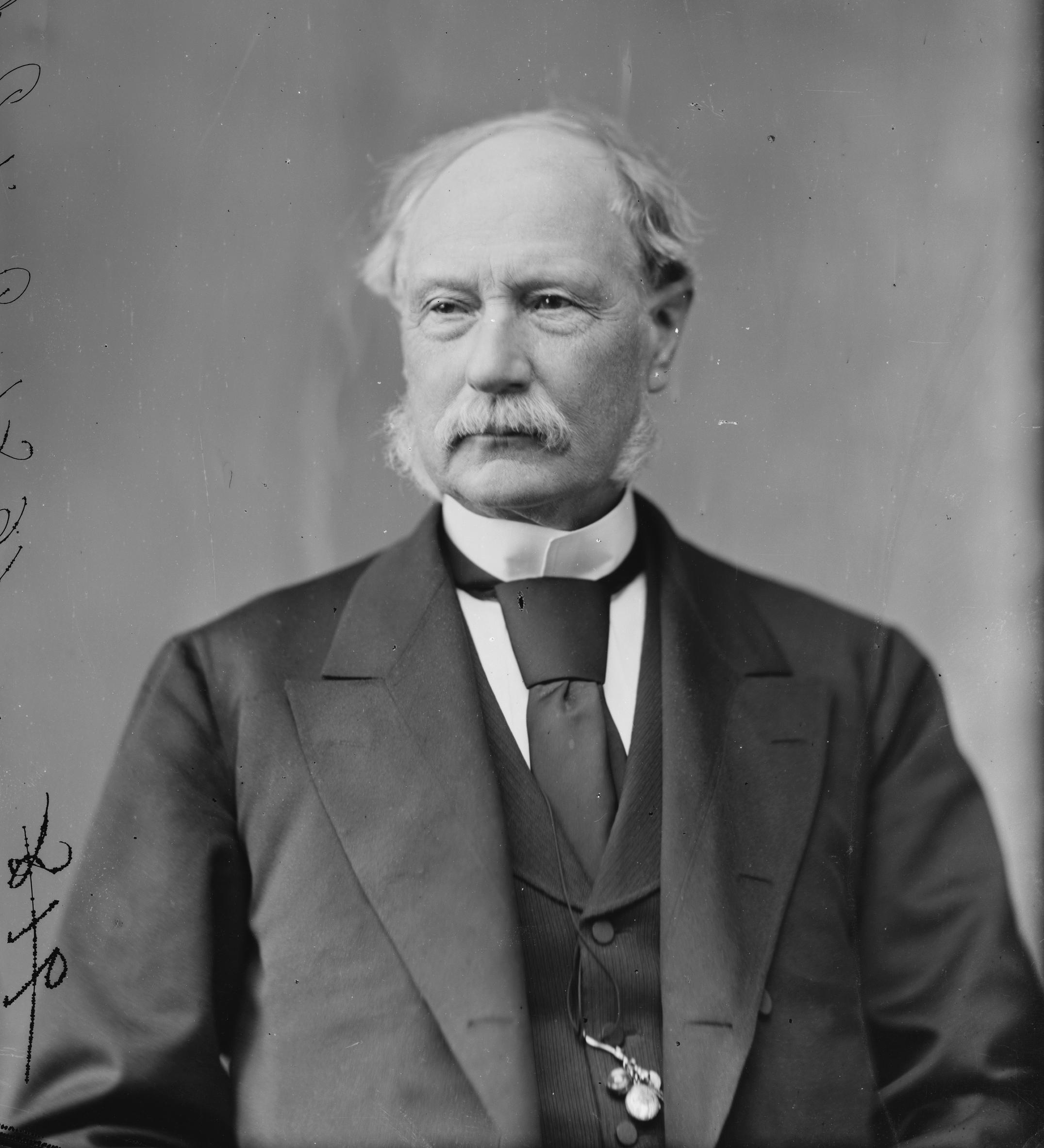
David Dudley Field, zwischen 1865 und 1880

David Dudley Field (* 13. Februar 1805 in Haddam, Connecticut; † 13. April 1894 in New York) war ein amerikanischer Jurist. Auf ihn gehen verschiedene Gesetzesreformen zurück, die zu einer Vereinheitlichung und Vereinfachung des Rechts in einer Reihe von US-Bundesstaaten führten. Im Jahr 1873 war er Mitbegründer des Institut de Droit international (Institut für Völkerrecht). Vier Jahre später wirkte er für kurze Zeit als Abgeordneter des US-Kongresses.

## Leben
Field wurde 1805 in Haddam, Connecticut als der älteste von vier Brüdern geboren. Sein Vater war als Prediger und Lokalhistoriker tätig, sein jüngerer Bruder Stephen Johnson Field war später Richter am Supreme Court. Er erhielt Unterricht von Privatlehrern und absolvierte ein Studium am Williams College in Williamstown in Massachusetts, das er 1825 abschloss. Anschließend studierte er Rechtswissenschaften in Albany sowie New York und erhielt 1828 seine Anwaltszulassung. In der Folgezeit praktizierte er erfolgreich als Anwalt in New York und verfasste eine Reihe von Schriften zu verschiedenen juristischen Themen. Dabei kam er mehr und mehr zu der Überzeugung, dass für das damalige Common Law in den USA, das auf Urteilen in Präzedenzfällen beruht, eine Vereinheitlichung sowie eine Vereinfachung der entsprechenden Verfahrensregeln notwendig sei. Aus diesem Grund reiste er 1836 nach Europa, um die Rechtssysteme Englands, Frankreichs und einiger anderer Länder zu untersuchen.
Nach seiner Rückkehr in die Vereinigten Staaten widmete er sich in den folgenden Jahrzehnten dem selbst gewählten Ziel einer Vereinheitlichung der Verfahrensregeln des Common Law. Er veröffentlichte zu diesem Zweck Pamphlete und Artikel in verschiedenen Zeitschriften. 1841 kandidierte er erfolglos für die gesetzgebende Versammlung des Staates New York. Sechs Jahre später wurde er zum Leiter einer Kommission ernannt, welche das Rechtssystem des Staates überarbeiten sollte, und wirkte in dieser Funktion bis 1850. Im gleichen Jahr stellte die Kommission ein neues Zivilprozessrecht vor, das von der gesetzgebenden Versammlung angenommen wurde und unter der Bezeichnung Field Code in die Rechtsgeschichte einging. Von 1857 bis 1865 gehörte er einer Kommission an, deren Aufgabe die Überarbeitung der Bereiche Zivil- und Strafrecht war. Die entsprechenden Vorschläge wurden im Staat New York nur zu einem geringen Teil umgesetzt, dienten jedoch als Vorlage für entsprechende Gesetze in mehr als 20 anderen Bundesstaaten und in Britisch-Indien.
1867 veröffentlichte er einen Vorschlag für einen internationalen Schiedsgerichtshof zur Schlichtung von Streitigkeiten zwischen Staaten. Im September 1873 war er in der belgischen Stadt Gent zusammen mit zehn anderen Juristen aus verschiedenen Ländern an der Gründung des Institut de Droit international (Institut für Völkerrecht) beteiligt. Diese Institution, deren Ziel die Weiterentwicklung des internationalen Rechts ist, wurde 1904 mit dem Friedensnobelpreis ausgezeichnet.
Vom 11. Januar bis zum 3. März 1877 gehörte er für die Demokraten für kurze Zeit dem Repräsentantenhaus der Vereinigten Staaten an, um den vakanten Sitz von Smith Ely zu besetzen, der zuvor aufgrund seiner Wahl zum Bürgermeister von New York zurückgetreten war. Anschließend war er bis zu seinem Tod weiter als Anwalt tätig. Er starb 1894 in New York.

## Werke (Auswahl)
- Outlines of an International Code. Zweite Ausgabe. New York 1878
- Speeches, Arguments and Miscellaneous Papers. New York 1884